# Expo/Western (Metro de Los Ángeles)
Expo/Western (anteriormente Western) es una estación en la Línea E del Metro de Los Ángeles. La estación se encuentra localizada en 1573 Exposition Boulevard en West Adams, Los Ángeles. La estación Expo/Western fue inaugurada el 17 de octubre de 1875 y reconstruida e reinaugurada el 28 de abril de 2012. La Autoridad de Transporte Metropolitano del Condado de Los Ángeles es la encargada por el mantenimiento y administración de la estación. 

## Descripción y servicios
La estación Expo/Western cuenta con 2plataformas laterales y 2 vías.  

## Conexiones
La estación es abastecida por las siguientes conexiones: 
- Rutas de autobuses de Metro Local: 102, 207
Metro Rapid: 757